# Iberis runemarkii
Iberis runemarkii är en korsblommig växtart som beskrevs av Werner Rodolfo Greuter och Hervé Maurice Burdet. Iberis runemarkii ingår i släktet iberisar, och familjen korsblommiga växter.
Arten är endemisk till den grekiska ön Ikaria. IUCN kategoriserar arten globalt som sårbar. Inga underarter finns listade i Catalogue of Life.
Arten beskrevs av Hans Runemark som Iberis arbuscula 1963. Holotypen fanns då på Lunds botaniska museum. Greuter och Burdet ändrade namnet till Iberis runemarkii 1985.